# Elton Dean
Elton Dean (Nottingham, 28 ottobre 1945 – Londra, 8 febbraio 2006) è stato un sassofonista britannico di free-jazz, fusion e di rock progressivo. Si è anche esibito occasionalmente come tastierista.
Artista versatile, nel corso della carriera ha collaborato con diversi artisti, tra cui i sudafricani di colore che facevano parte dei Brotherhood of Breath, la cui township music coniugava il free jazz americano con le allegre atmosfere dei ghetti neri di Johannesburg.
Ha trascorso buona parte della vita in Francia, dove il suo talento musicale e in particolare le sue improvvisazioni jazz erano molto apprezzate. Oltre che per l'originalità delle sue esibizioni, la sua musica è caratterizzata dal frequente uso che fece del saxello, uno dei sax meno utilizzati.

## Biografia

### Gli inizi
Dean nacque a Nottingham. I suoi genitori erano membri dell'Esercito della Salvezza. Crebbe a Londra e nell'infanzia imparò a suonare il pianoforte e il violino; si comprò un clarinetto all'età di 18 anni e a 20 iniziò a suonare il sassofono. Dopo alcune esperienze nella scena del rhythm and blues londinese e di Amburgo, nel 1966 entrò a far parte dei Bluesology di Long John Baldry. Il pianista del gruppo era Reginald Dwight, che in seguito prese il nome d'arte Elton John combinando i nomi di battesimo di Dean e di Baldry.

### Collaborazioni con Keith Tippett
Nei Bluesology incontrò il cornettista Mark Charig, insieme al quale e al trombonista Nick Evans divenne uno dei membri fondatori del Keith Tippett Sextet, in cui suonò dal 1968 al 1970. La collaborazione con Keith Tippett, leader del gruppo, sarebbe continuata per diversi anni in molti dei progetti del pianista, tra i quali la big band Centipede.

### Rock progressivo
Contribuì in maniera determinante al nuovo sound dei Soft Machine, band progressive di punta dell'emergente scena di Canterbury, con i quali suonò dal 1969 al 1972. Il suo debutto con il gruppo avvenne con Third, da molti considerato il loro capolavoro, che segnò un distacco dalle atmosfere psichedeliche dei precedenti album per inoltrarsi in quelle della fusion e dell'improvvisazione. Con i Soft Machine suonò in diverse tournée, specialmente in altri paesi europei, dove la band riscosse maggior successo che in patria. La svolta jazzistica si sarebbe accentuata nei successivi due album in studio, Fourth e Fifth, dopo i quali Dean lasciò i Soft Machine e fondò il proprio gruppo di fusion Just Us.
Tra i lavori di altri artisti legati alla scena di Canterbury con i quali avrebbe collaborato negli anni successivi, vi sono molti degli album del bassista dei Soft Machine Hugh Hopper e i vari progetti che con quest'ultimo ha creato (Soft Head, Soft Heap, MASHU, ecc.), quelli dell'ex chitarrista dei Matching Mole Phil Miller e dei suoi In Cahoots, dell'ex batterista di Gong e Hatfield and the North Pip Pyle, un disco dei National Health e uno di John Greaves degli Henry Cow.

### Free jazz eTownship Music
Nello stesso periodo in cui uscì dai Soft Machine, aumentarono le sue collaborazioni con i sudafricani che ruotavano attorno al progetto dei Brotherhood of Breath, conosciuti al tempo dei Centipede; tali collaborazioni lo portarono a fondare con Tippett nel 1975 i Ninesense, di cui fu il leader, che miscelavano free jazz e township music sudafricana e che si sciolsero nel 1978. In seguito, Dean avrebbe ripreso a suonare questa musica negli album della Dedication Orchestra, una band di tributo ai Brotherhood of Breath, e negli album di Dudu Pukwana e Harry Beckett.

### Carriera solista e altre collaborazioni
L'esordio da solista avvenne nel 1971 con l'album Elton Dean, con la partecipazione di Neville Whitehead al basso e Phil Howard alla batteria, cui avrebbero fatto seguito altri lavori a lui accreditati e altri con gruppi di cui era il leader. Contribuì a organizzare molti concerti di jazz nella zona a nord di Londra e una etichetta da lui fondata pubblicò alcune musicassette di jazzisti britannici.
Tra gli artisti jazz con cui ha collaborato nel corso della carriera vi sono Carla Bley, che accompagnò in un tour del 1977, il trombonista statunitense di free jazz Roswell Rudd, il bergamasco Gianluigi Trovesi, il batterista statunitense di musica d'avanguardia Joe Gallivan.
Tra i lavori degli ultimi anni vi sono un disco del 2002 con i Soft Works, gruppo che comprendeva gli ex Soft Machine Hugh Hopper, John Marshall e Allan Holdsworth,, alcuni album e concerti con i Soft Machine Legacy, con la stessa formazione dei Soft Works ma con John Etheridge al posto di Holdsworth, e le collaborazioni con i Soft Bounds (quartetto composto da Dean, Hugh Hopper, e dai francesi Sophia Domancich e Simon Goubert) e nel progetto Psychic Warrior del pianista Alex Maguire.

## Discografia
Gli anni relativi a questa discografia riguardano le registrazioni degli album e non le pubblicazioni.

### Da solista e con propri gruppi
- 1971 Elton Dean - Elton Dean
- 1975 Elton Dean's Ninesense - Live at the BBC
- 1976 Elton Dean's Ninesense	- Oh! For The Edge
- 1976 Elton Dean Quartet	- They All Be On This Old Road
- 1977 Elton Dean's Ninesense - Happy Daze
- 1979 Elton Dean - Three's Company Two's A Crowd
- 1980 Elton Dean - Boundaries
- 1985 Elton Dean Quintet - The Bologna Tape
- 1986 Elton Dean Quintet - Welcomet
- 1988 Elton Dean - Duos
- 1989 Elton Dean - Trios
- 1989 Elton Dean - EDQ Live
- 1989 Elton Dean	- Unlimited Saxophone Company
- 1990 Elton Dean - Vortex Tapes
- 1995 Elton Dean Quintet - Silent Knowledge
- 1996 Elton Dean Quartet with Roswell Rudd - Rumours Of An Incident
- 1997 Elton Dean - Headless Quartet
- 1997 Elton Dean - Newsense
- 1998 Elton Dean - Moorsong
- 2000 Elton Dean - QED
- 2002 Elton Dean - Sea of Infinity

### Con i Soft Machine

#### Album in studio
- 1970 Third - CBS
- 1970 Fourth - CBS
- 1971-1972 Fifth - CBS

#### Album live e compilation
- 1969 Backwards
- 1969-1971 BBC Radio 1 Live - ROIR
- 1969-1971 BBC Radio 1 Live, Vol. 2 - Windsong
- 1970 Noisette - Cuneiform Records
- 1970 Breda Reactor
- 1970 Somewhere in Soho - Voiceprint Records
- 1970 Facelift - Voiceprint Records
- 1970 Live at the Proms 1970 - Reckless
- 1971 Soft Machine and Heavy Friends
- 1971 Virtually - Cuneiform
- 1972 Live in France - One Way

### Altre collaborazioni
- 1969 Julie Driscoll - 1969
- 1970 Keith Tippett Group - You Are Here.... I Am There
- 1970 Kevin Ayers - BBC Sessions 1970-1976
- 1970 Robert Wyatt - The End of an Ear
- 1970 Keith Tippett Group - Dedicated To You...
- 1971 Centipede - Septober Energy
- 1971 Heads Hands & Feet - Heads Hands & Feet
- 1971 Reg King - Reg King
- 1972 Mike Hugg - Somewhere
- 1973 Alexis Korner - Alexis Korner
- 1973 Mike Hugg - Stress & Strain
- 1974 Hugh Hopper - Monster Band
- 1975 Brotherhood of Breath - Bremen to Bridgwater
- 1975 Dudu Pukwana - Diamond Express
- 1975 Julie Tippetts - Sunset Glow
- 1976 Hugh Hopper - Hopper Tunity Box
- 1976 Hopper/Dean/Tippett/Gallivan - Cruel But Fair
- 1976 Intercontinental Express - London
- 1977 Elton Dean & Alan Skidmore - El Skid
- 1977 Dean/Wheeler/Gallivan - The Cheque Is In The Mail
- 1977 Hopper/Dean/Tippett/Gallivan - Mercy Dash
- 1977 Carla Bley - European Tour 1977
- 1978 Keith Tippett's Ark - Frames
- 1978 Soft Head - Rogue Element
- 1978 Soft Heap - Soft Heap
- 1979 John Stevens Dance Orchestra - A Luta Continua
- 1981 National Health - DS Al Coda
- 1982-1988 Soft Heap - A Veritable Centaur
- 1984 Keith Tippett - A Loose Kite in a Gentle Wind...
- 1984 The Big Team - Under The Influence
- 1985 Pip Pyle - Pip Pyle's Equipe Out
- 1985 Phil Miller - Cutting Both Ways
- 1985 Harry Beckett - Pictures of You
- 1986-1989 Phil Miller - In Cahoots Live 86-89
- 1987 Dennis Gonzalez Dallas-London Sextet - Catechism
- 1988 Phil Miller - Split Seconds
- 1990 Anglo Italian Quartet - Put It Right Mr. Smoothie
- 1990 Elton Dean/Howard Riley Quartet - All The Tradition
- 1990 Equip' Out - Up!
- 1991 Joe Gallivan's Soldiers of the Road - Innocence
- 1991 Artisti Vari - The Saxophone Phenomenon
- 1991 Phil Miller - In Cahoots Live in Japan
- 1992 Dedication Orchestra - Spirits Rejoice
- 1992 Pip Pyle - Seven Year Itch
- 1992 Mark Hewins/Elton Dean - Bar Torque
- 1993 Phil Miller - In Cahoots Recent Discoveries
- 1993 Elton Dean/Howard Riley - One Two One
- 1993 Towering Inferno - Kaddish
- 1993-1994 John Greaves - Songs
- 1994 Dedication Orchestra - Ixesha (Time)
- 1995 Elton Dean & Paul Dunmall - If Dubois Only Knew
- 1995 MASHU - Elephants in Your Head?
- 1995 Equip' Out - Instants
- 1995 Anglo Italian Quartet - Twice Upon a Time
- 1995 Howard Riley/Elton Dean Quartet  Descending Circles
- 1995 British Saxophone Quartet  Early October
- 1996 Phil Miller - In Cahoots Parallel
- 1996 Dean/Dunmall/Levin/Rogers/Rudd/Tippett - Bladik
- 1996 Gallivan/Cuomo/Dean - The Origin of Man
- 1996 Jean-Louis Mechali - Ciné Club
- 1997 Dean/Hopper/Clarke/Knight - The Mind in the Trees
- 1997 Hopper/S Klossner - Different
- 1997 Hopper/S Klossner - Cryptids
- 1997 Hughscore - Delta Flora
- 1998 Dean/Bellatalla/Sanders - Into the Nierika
- 1999 Roswell Rudd - Broad Strokes
- 2000 In Cahoots - Out of the Blue
- 2000 Paul Dunmall Octet - The Great Divide
- 2000 Elton Dean and Gianluigi Trovesi - Freedom in Jazz
- 2001-2002 Hugh Hopper - Jazzloops
- 2002 Soft Works - Abracadabra
- 2002 PolySoft - Tribute to Soft Machine
- 2003 Organon - Klusterbuckstuckle
- 2003 In Cahoots - All That
- 2003 Pip Pyle's Bash - Belle Illusion
- 2003 Psychic Warrior - Psychic Warrior
- 2003 Carol Grimes - Mother
- 2004 Elton Dean & Sophia Domancich - Avant
- 2004 Soft Bounds - Live at Le Triton
- 2005 Soft Machine Legacy - Live in Zaandam

## Filmografia
- 2015 – Romantic Warriors III: Canterbury Tales